# Conquête de Tunis (1569)
Pour les articles homonymes, voir Bataille de Tunis.
La conquête de Tunis en 1569 est une campagne menée par Uluç Ali, pacha de la régence d'Alger, pour la prise de Tunis.

## Histoire
En 1569, le beylerbey d'Alger, Uluç Ali, se met en marche par voie terrestre vers Tunis avec 5 300 janissaires et 6 000 cavaliers kabyles issus du royaume de Koukou et du royaume des Beni Abbès,.
Uluç Ali rencontre le sultan hafside à Béja, à l'ouest de Tunis ; Uluç Ali le vainc lors d'une bataille et conquiert Tunis sans subir de lourdes pertes. Moulay Ahmed III est contraint de se réfugier dans le presidio espagnol de La Goulette, sur le golfe de Tunis.
Les forces chrétiennes réussissent à reprendre Tunis en 1573 ; les forces ottomanes sous le commandement de Uluç Ali reconquièrent cependant Tunis en 1574.

## Chronologie
- 16 août 1534 : Khayr ad-Din Barberousse s'empare de Tunis.
- 16 juin-21 juillet 1535 : l'empereur espagnol Charles Quint reprend Tunis aux Ottomans et rétablit les Hafsides sous tutelle espagnole.
- 1568 : Uluç Ali Pacha, placé fraîchement à la tête de la régence d'Alger, prépare une expédition contre Tunis.
- début 1569 : Uluç Ali rassemble une armée composée de janissaires et de troupes kabyles.
- mi-1569 : l'alliance militaire composée par le pacha quitte Alger en direction de Tunis.
- 1569 : Moulay Ahmed III tente d'arrêter l'avance de la coalition à Béja mais est défait et s'enfuit.
- automne 1569 : Uluç Ali entre dans Tunis sans grande résistance ; la ville passe sous domination ottomane.
- octobre 1573 : les Espagnols reprennent momentanément Tunis au profit de Moulay Ahmed III.
- 15 juillet-3 septembre 1574 : les Ottomans reconquièrent définitivement Tunis, mettant fin à l'influence espagnole en Ifriqiya et donnant naissance à la régence de Tunis.